# 사들러미우트

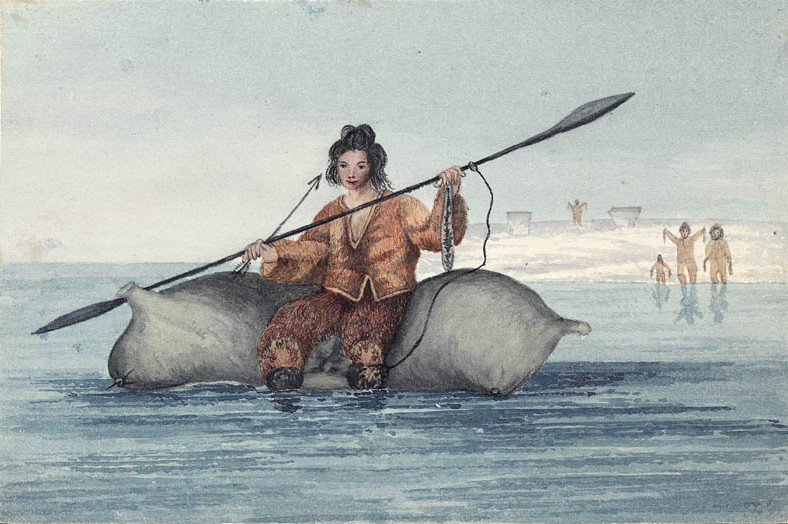

사들러미우트(Sadlermiut)는 허드슨만의 아파투르주악, 왈러스섬, 사우샘프턴섬에 고립되어 살아가던 이누이트의 한 분파다. 20세기 초엽에 전멸해 사라졌다.
그들은 20세기까지 고립부족으로서 삶을 영위했으며, 고대 도르셋 문화의 마지막 전수자였던 것으로 여겨진다. 그들은 캐나다 본토의 이누이트들과는 문화와 말이 달랐다. 그러나 유전학적 연구 결과 이들은 혈통적으로 도르셋인과 혼혈되지 않은 순혈 이누이트(툴레인의 후손)인 것으로 밝혀졌다. 그래서 이들이 본토 이누이트와 분화된 것은 순전히 지리적 고립 때문인 것으로 추정된다.
어떻게 이들이 도르셋인과 혼혈 없이 그들의 문화만 받아들인 것인지는 여전히 미스터리로 남아 있다.